# بازوش-له-اوت
بازوش-له-اوت (به فرانسوی: Bazoches-les-Hautes) یک کمون (فرانسه) در فرانسه است که در canton of Orgères-en-Beauce واقع شده‌است. بازوش-له-اوت ۱۶٫۹۸ کیلومتر مربع مساحت دارد ۱۳۵ متر بالاتر از سطح دریا واقع شده‌است.